# Ontherus obliquus
Ontherus obliquus là một loài bọ cánh cứng trong họ Bọ hung (Scarabaeidae).